# Dominion: Storm Over Gift 3
Dominion: Storm Over Gift 3 — стратегия в реальном времени с изометрическим видом и 2D объектами, разработанная компанией Ion Storm Inc. в 1998 году.

## Тактика
В тактике стратегии используется возможность пехоты выбирать режим ведения боя: стоя, присев, лежа. Это осуществляется при нажатии правой клавиши мыши на объекте, в выпадающем меню. С помощью стрелок клавиатуры возможно задавать направление стойки боевой единицы, особенно полезно для медлительных киборгов. Иногда в миссиях присутствует Командир (Commander, Guard Leader, Drone Leader, Raider Boss), преобладающий боевыми параметрами, способный отдавать приказы и менять свой тип огня.
Оборонительными строениями выступают энергетические барьеры и турели к которым необходимо подводить электроэнергию маяками.
На картах присутствуют леса и реки. Для преодоления рек необходимо строительство мостов (Полупроводниковая фабрика (Semiconductor Plant)).
В лесах можно скрывать пехоту и небольшие строения.

## Оценки
| Сводный рейтинг       | Сводный рейтинг |
| Агрегатор             | Оценка          |
| --------------------- | --------------- |
| GameRankings          | 55,35 %         |
| Русскоязычные издания |                 |
| Издание               | Оценка          |
| «Игромания»           | [ 2 ]           |